# Zweiter Pariser Frieden

Gebietsveränderungen im Zweiten Pariser Frieden

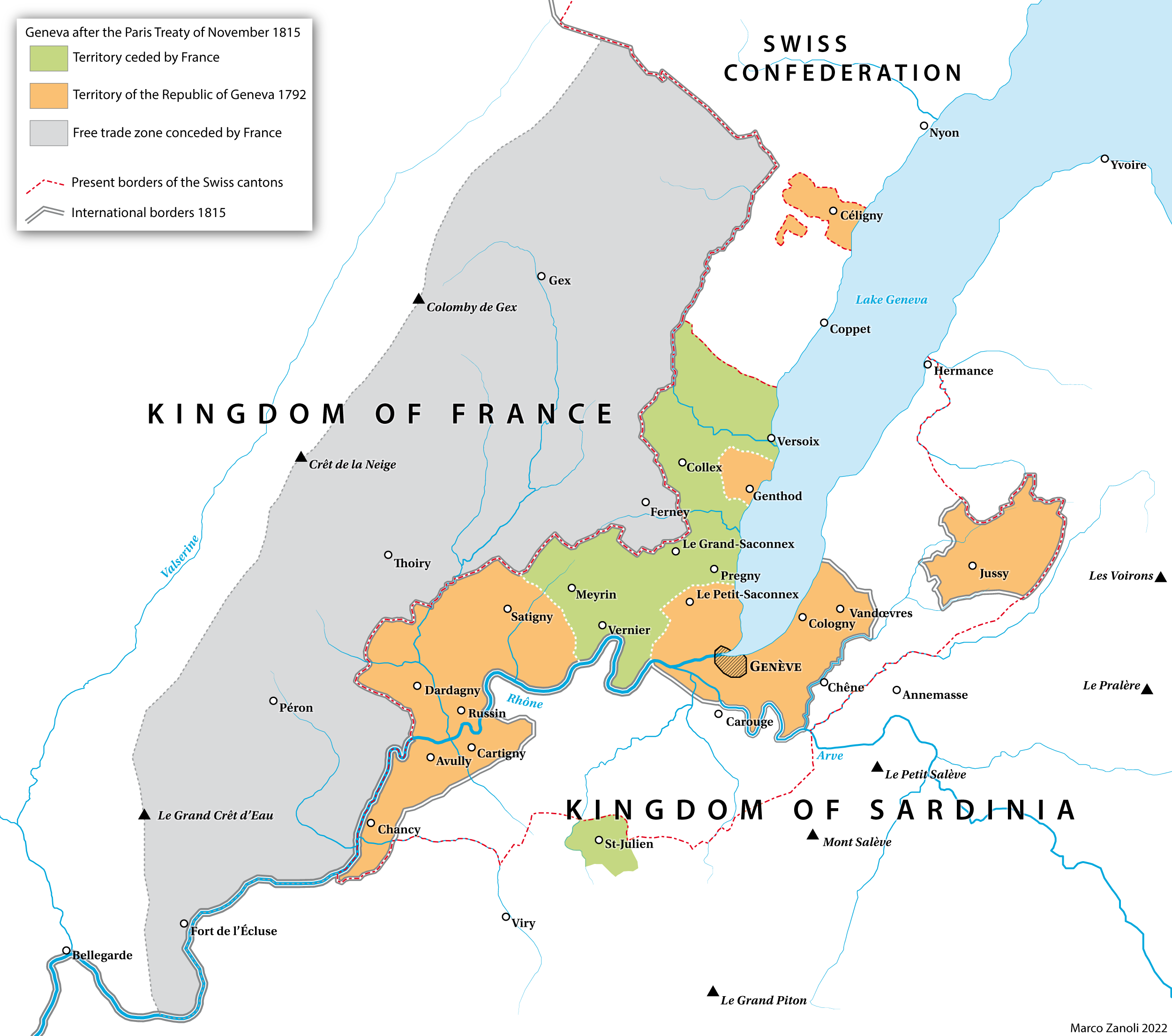
Detailkarte zu den Grenzanpassungen zwischen Frankreich und dem Kanton Genf 1815

Der Pariser Frieden von 1815, auch Zweiter Pariser Frieden genannt, wurde im Definitiv-Tractat zwischen Frankreich einerseits und Großbritannien, Österreich, Preußen und Russland andererseits am 20. November 1815 in Paris geschlossen, nachdem Napoleon Bonaparte während der Befreiungskriege die Schlacht bei Waterloo am 18. Juni 1815  verloren und als Kaiser der Franzosen am 22. Juni 1815 abgedankt hatte.

## Inhalt
Der Friedensvertrag wurde im Definitiv-Tractat am 20. November 1815 von König Friedrich Wilhelm III. von Preußen, Kaiser Franz I. von Österreich und Zar Alexander I. von Russland unterzeichnet. Er wurde geschlossen, nachdem die Herrschaft der Hundert Tage von Napoleon im Sommerfeldzug von 1815 in der Schlacht bei Waterloo endgültig gescheitert war. Das geschlagene Frankreich musste für den erneuten Waffengang weiteren Forderungen der Alliierten nachkommen. Der Erste Pariser Frieden vom 30. Mai 1814 und die Schlussakte des Wiener Kongresses vom 9. Juni 1815 wurden bestätigt. Am selben Tag wurde auch in einem separaten Dokument die Quadrupelallianz von 1814 neuerlich unterzeichnet.
Frankreich erhielt durch den Zweiten Pariser Frieden die Grenzen von 1790 ohne die Festungen Philippeville, Mariembourg, Saarlouis und Landau in der Pfalz mit den innerhalb dieser Grenzen liegenden Enklaven. Saarbrücken und Savoyen blieben im Zweiten Pariser Frieden außerhalb des französischen Staatsgebiets. Außerdem wurden Frankreich Reparationszahlungen von 700 Millionen Francs auferlegt. Unter anderem musste das von dem Geographen Colonel Jean Joseph Tranchot und seinen Mitarbeitern erstellte Kartenwerk der vier linksrheinischen Départements an Preußen übergeben werden, was der französische Staat bis dahin verhindert hatte. Der mit der Fortsetzung der Vermessungsarbeiten betraute Freiherr Karl von Müffling hatte sich schon seit 1814 um die Herausgabe der Karten und Aufzeichnungen bemüht, da ihm der hohe wissenschaftliche und technologische Wert der Ingenieursarbeit bekannt war.
Die Schweiz erhielt die sechs Gemeinden Versoix, Collex-Bossy, Le Grand-Saconnex, Pregny, Vernier und Meyrin im Pays de Gex, mit denen die Stadt Genf eine Landverbindung mit dem Rest der Schweiz erlangte. Die französische Grenzfestung Hüningen bei Basel wurde geschleift. Mit dem Zweiten Pariser Frieden gewährten die Großmächte der Schweiz letztlich die immerwährende bewaffnete Neutralität und die Unverletzlichkeit ihres Gebietes. Ersteres sollte künftig den außenpolitischen Rahmen der Schweiz bilden.
Anlässlich des 25. Jahrestages des Zweiten Pariser Friedens wurde 1840 in Berlin die Friedenssäule errichtet.